# Altitypotherium
Altitypotherium è un genere estinto di mammiferi notoungulati, appartenente ai tipoteri. Visse nel Miocene inferiore (circa 18 - 17 milioni di anni fa) e i suoi resti fossili sono stati ritrovati in Sudamerica.

## Descrizione
Questo animale doveva assomigliare a un vombato, e le dimensioni richiamavano quelle di un orsetto lavatore (Procyon lotor); il cranio era lungo circa 16 centimetri, mentre la lunghezza totale (esclusa la coda) doveva essere di circa 80 centimetri. Il peso doveva aggirarsi intorno ai 10 chilogrammi. 
Altitypotherium era dotato di un muso alto e stretto con solo sei paia di denti nelle mascelle e nelle mandibole, un numero molto basso se rapportato a quello della maggior parte dei notoungulati. Erano presenti incisivi superiori gliriformi (con una banda di smalto anteriore), mentre gli incisivi inferiori erano sporgenti in avanti, ed erano separati da premolari e molari da un lungo diastema. Tutti i denti di Altitypotherium erano a corona alta (ipsodonti), e le superfici occlusali dei molari erano dotate di due pieghe di smalto a circa metà del dente nella superficie interna e delineavano tre lobi pieni di dentina, e disegnavano una sorta di E. La specie più grande (Altitypotherium paucidens) si distingueva da tutti i suoi stretti parenti per la perdita del terzo molare superiore.

## Classificazione
Il genere Altitypotherium venne descritto per la prima volta nel 2004, sulla base di resti fossili ritrovati nella formazione Chucal nel Cile settentrionale, in terreni del Miocene inferiore; sono note due specie, A. chucalensis e A. paucidens. Fossili attribuiti con qualche incertezza al genere Altitypotherium sono stati ritrovati anche in Argentina. 
Altitypotherium è un membro dei mesoteriidi (Mesotheriidae), un gruppo di notoungulati tipoteri che si svilupparono nel Cenozoico fino a originare forme della taglia di un montone. In particolare, Altitypotherium è un membro della sottofamiglia Mesotheriinae, la più specializzata del gruppo. 

## Paleoecologia
Altitypotherium era un erbivoro terrestre dalle abitudini fossorie. Probabilmente si nutriva di vegetazione bassa  ma anche di radici e tuberi, che triturava con i possenti denti posteriori. Era un animale che probabilmente viveva a quote abbastanza elevate. L'equivalente ecologico odierno è il vombato, dotato anch'esso di denti ipsodonti. 